# Pandesma
Pandesma là một chi bướm đêm thuộc họ Erebidae.

## Hình ảnh

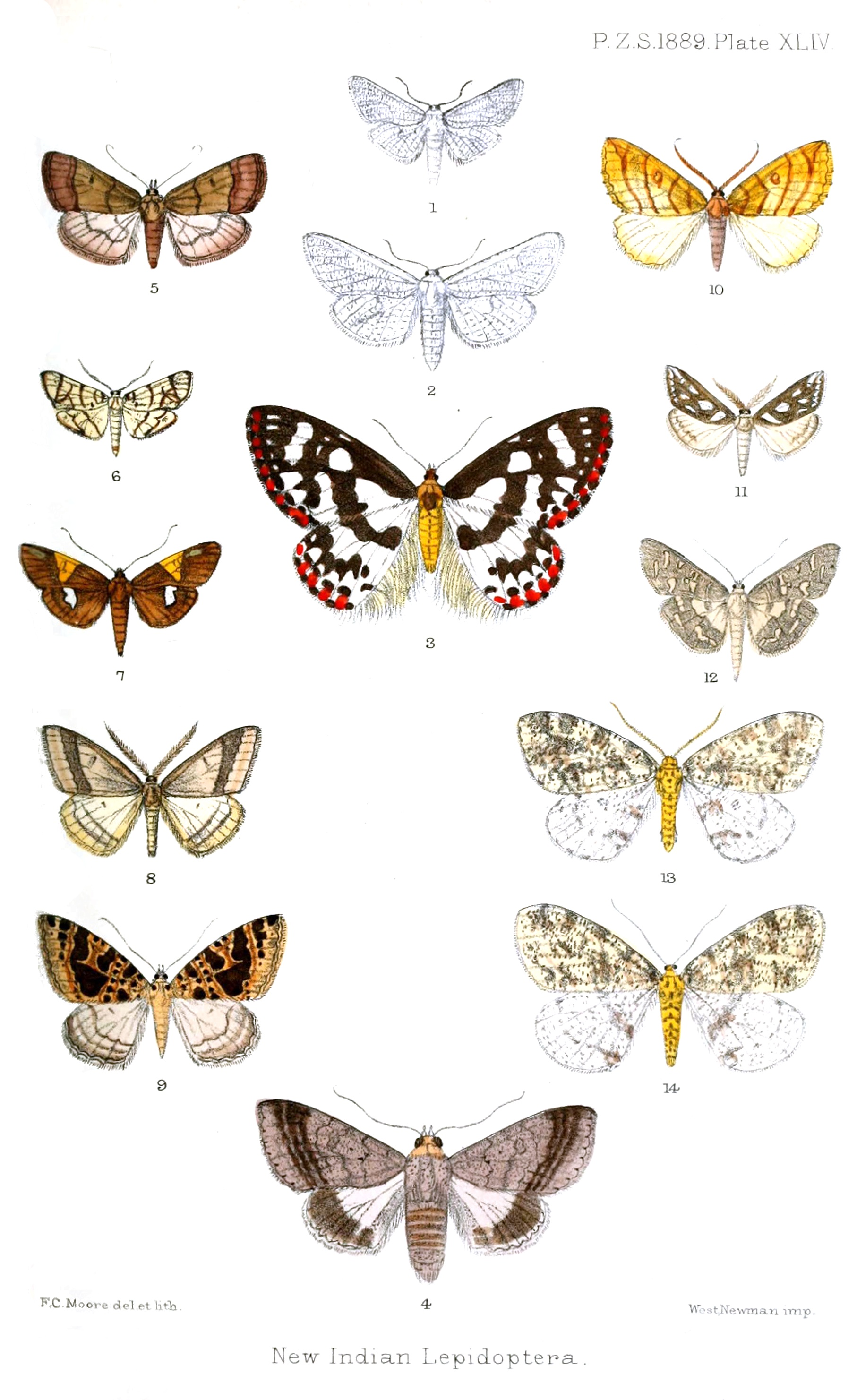

## Loài
- Pandesma anysa Guenée, 1852
- Pandesma fugitiva Walker, 1858
- Pandesma muricolor Berio, 1966
- Pandesma partita Walker, 1858
- Pandesma quenavadi Guenée, 1852
- Pandesma robusta Walker, [1858]
- Pandesma submurina Walker, 1865